# Ponana panera
Ponana panera är en insektsart som beskrevs av Delong och Martinson 1973. Ponana panera ingår i släktet Ponana och familjen dvärgstritar. Inga underarter finns listade i Catalogue of Life.